# Misdaadgenre
Het misdaadgenre is een genre van boeken, films of televisieseries waarin de misdaad centraal staat. Dit kan zijn in de vorm van een detective, een thriller, een politieserie of een krimi. De misdaad is meestal moord. Het wordt meestal onderscheiden van reguliere fictie en andere genres zoals historische fictie of science fiction , maar de grenzen zijn onduidelijk.

## geschiedenis
Crime Fiction werd in de 19e eeuw erkend als een apart literair genre , met gespecialiseerde schrijvers en een toegewijd lezerspubliek. Eerdere romans en verhalen waren doorgaans verhalen van systematische pogingen tot opsporing: er was een detective, die probeerde uit te zoeken hoe en door wie een bepaald misdrijf was gepleegd; er was geen politie die de zaak probeerde op te lossen.

## Beste boeken[bron?]
- The Thief, door Fuminori Nakamura.
- Night Prayers, door Santiago Gamboa.
- And When She Was Good, door Laura Lippman.

## Beste films[bron?]
- The Batman
- The Bad Guys
- Death on the Nile